# Lithacodia geoga
Lithacodia geoga är en fjärilsart som beskrevs av William Schaus 1906. Lithacodia geoga ingår i släktet Lithacodia och familjen nattflyn. Inga underarter finns listade i Catalogue of Life.